# Rhachoepalpus blandus
Rhachoepalpus blandus là một loài ruồi trong họ Tachinidae.